# Фестус Могає
Фестус Гонтебаньє Могає (англ. Festus Gontebanye Mogae, нар. 21 серпня 1939) — президент Ботсвани з 1 квітня 1998 до 1 квітня 2008.

## Біографія
Здобув економічну освіту в університетах Сассексу й Оксфорда. Після повернення на батьківщину, серед іншого, працював у Банку Ботсвани та у відділенні МВФ. Вступивши до Демократичної партії, 1992 року Могає замінив Пітера Ммусі на посту віцепрезидента Ботсвани. 1998 року парламент затвердив його на посту президента країни замість Кветта Масіре, який передчасно вийшов у відставку. У жовтні 2004 року був переобраний. За часів свого другого терміну Могає розгорнув кампанію у боротьбі зі злиднями, безробіттям та СНІДом, який на переконання Могає буде зупинено в Ботсвані до 2016 року.
14 липня 2007 Могає оголосив про свій намір піти у відставку за дев'ять місяців, назвавши своїм наступником віцепрезидента Серетсе Яна Кхаму.
2008 року Фестус Могає достроково вийшов у відставку, поступившись посадою віцепрезиденту Яну Кхамі.